# Онкур
Онкур (фр. Ancourt) насеље је и општина у северној Француској у региону Горња Нормандија, у департману Приморска Сена која припада префектури Дјеп.
По подацима из 2011. године у општини је живело 721 становника, а густина насељености је износила 57,96 становника/km². Општина се простире на површини од 12,44 km². Налази се на средњој надморској висини од 14 метара (максималној 130 m, а минималној 7 m).

## Демографија
| 1962. | 1968. | 1975. | 1982. | 1990. | 1999. | 2011. |
| ----- | ----- | ----- | ----- | ----- | ----- | ----- |
| 521   | 526   | 517   | 540   | 621   | 681   | 721   |

График промене броја становника у току последњих година